# Сквер біля студмістечка
Сквер біля студмістечка, розмовне «Курочка» — сквер у Сімферополі у Київському районі.
Розташований між вулицями Миру, Беспалова та проспектом Вернадського.

## Опис
Сквер з'явився у 1970-ті роки, під час забудови району.
Підприємці, що ведуть на його території свій бізнес (кафе, більярдний клуб, атракціони) встановили у сквері лавки.
Навіть створені для дітей ще в сімдесяті роки минулого століття ігрові композиції «курочка» та «конячка» відреставровані та сприймаються як дорогий серцю раритет. У народі цей сквер так і прозвали — «Курочка».
У 2017 році невідомі викрали висаджені саджанці зі скверу.